# Morti il 20 febbraio
| Questa pagina contiene informazioni ricavate automaticamente dalle voci biografiche con l'ausilio del template Bio e di un bot. L'aggiornamento è periodico e automatico e ricostruisce completamente la pagina. Se manca una persona in questa lista, sei pregato di non aggiungerla, ma accertati piuttosto che la sua voce biografica contenga il template Bio e che i dati anagrafici siano correttamente compilati. Se il template Bio manca, inseriscilo tu stesso o, in alternativa, metti l'avviso {{tmp\|Bio}} che ne segnala la mancanza. Se i dati riportati sono sbagliati, correggi direttamente la voce biografica; le modifiche saranno visibili in questa lista entro pochi giorni. Per chiarimenti vedi il progetto biografie. La lista contiene solo le 533 persone che sono citate nell'enciclopedia e per le quali è stato implementato correttamente il template Bio. Pagina aggiornata al 9 ago 2025. |

## VI secolo(2)
- 531 - Eleuterio di Tournai, vescovo e santo franco (n. 456)
- 535 - Timoteo III, arcivescovo egiziano

## VII secolo(1)
- 690 - Eticone, duca

## VIII secolo(3)
- 702 - K'inich Kan B'ahlam II, sovrano maya (n. 635)
- 743 - Eucherio di Orleans, vescovo franco
- 785 - Leone II il Taumaturgo, vescovo e santo italiano (n. 709)

## X secolo(1)
- 922 - Teodora, imperatrice bizantina

## XI secolo(3)
- 1054 - Jaroslav I di Kiev, principe (n. 978)
- 1071 - William FitzOsbern, I conte di Hereford, nobile e cavaliere medievale normanno
- 1097 - Minamoto no Tsunenobu, poeta giapponese (n. 1016)

## XII secolo(4)
- 1147 - Arnoldo I di Kleve, conte
- 1171 - Conan IV di Bretagna, conte (n. 1138)
- 1193 - Bartolomeo di Plancy, vescovo cattolico francese
- 1194 - Tancredi di Sicilia, sovrano normanno

## XIII secolo(2)
- 1243 - Romano Bonaventura, cardinale, vescovo cattolico e diplomatico italiano
- 1258 - Al-Musta'sim, califfo (n. 1213)

## XIV secolo(2)
- 1340 - Mercenario da Monteverde, italiano
- 1387 - Dömötör Vaskúti, cardinale e arcivescovo cattolico ungherese

## XV secolo(8)
- 1408 - Henry Percy, I conte di Northumberland, re britannico (n. 1341)
- 1429 - Giovanni di Bicci de' Medici, banchiere italiano (n. 1360)
- 1431 - Papa Martino V, papa, vescovo cattolico e cardinale italiano (n. 1369)
- 1443 - Guidantonio da Montefeltro, condottiero italiano (n. 1378)
- 1458 - Lazar II Branković, serbo
- 1473 - Otón de Montcada y de Luna, cardinale e vescovo cattolico spagnolo (n. 1390)
- 1482 - Luca della Robbia, scultore, ceramista e orafo italiano (n. 1400)
- 1497 - Shimun IV Basidi, vescovo cristiano orientale siro

## XVI secolo(9)
- 1513 - Giovanni di Danimarca, re danese (n. 1455)
- 1552 - Anne Parr, nobile britannica (n. 1515)
- 1557 - Juan de Vergara, umanista spagnolo (n. 1492)
- 1563 - Janet Stewart, nobildonna scozzese (n. 1505)
- 1564 - Diego López de Zúñiga, spagnolo
- 1567 - Estácio de Sá, ufficiale e esploratore portoghese (n. 1520)
- 1580 - Rodrigo de Quiroga, generale spagnolo
- 1595 - Ernesto d'Austria, nobile austriaco (n. 1553)
- 1600 - Innico d'Avalos d'Aragona, cardinale e vescovo cattolico italiano (n. 1536)

## XVII secolo(14)
- 1604 - Mateo Flecha il Giovane, compositore spagnolo
- 1618 - Filippo Guglielmo d'Orange, principe (n. 1554)
- 1624 - Domenico Paganelli, architetto e monaco cristiano italiano (n. 1545)
- 1626 - John Dowland, compositore, cantante e liutista inglese (n. 1563)
- 1652 - Giovanni Sigismondo Vasa, principe polacco (n. 1652)
- 1657 - Nicoletta di Lorena, duchessa (n. 1608)
- 1660 - Giovan Battista Pellizzari, pittore italiano (n. 1598)
- 1665 - Michel Dorigny, pittore e incisore francese (n. 1616)
- 1681 - Sebastián Izquierdo, filosofo, scrittore e teologo spagnolo (n. 1601)
- 1685 - Sofia Amalia di Brunswick-Lüneburg, sovrana danese (n. 1628)
- 1691 - Juan Francisco de la Cerda, nobile e politico spagnolo (n. 1637)
- 1694 - Ludovico Trasi, pittore italiano (n. 1634)
- 1695 - Johann Ambrosius Bach, musicista tedesco (n. 1645)
- 1699 - Jean-Baptiste Monnoyer, pittore francese (n. 1636)

## XVIII secolo(27)
- 1703 - John Churchill, marchese di Blandford, nobile inglese (n. 1686)
- 1705 - Lorenz Beger, giurista, numismatico e archivista tedesco (n. 1653)
- 1709 - Andrea d'Avalos, militare e politico italiano (n. 1618)
- 1728 - Jacques Raudot, funzionario francese (n. 1638)
- 1728 - Ottavio Scarampi del Cairo, militare italiano (n. 1672)
- 1731 - Ludovico Perini, ingegnere e architetto italiano (n. 1685)
- 1732 - Miklós Pálffy, militare ungherese (n. 1657)
- 1732 - Balthasar Permoser, scultore tedesco (n. 1651)
- 1742 - Marcellino Corio, cardinale italiano (n. 1664)
- 1743 - Robert FitzGerald, XIX conte di Kildare, nobile irlandese (n. 1675)
- 1746 - Jan Aleksander Lipski, cardinale e vescovo cattolico polacco (n. 1690)
- 1748 - Filippo Tipaldi, vescovo cattolico italiano (n. 1669)
- 1758 - Claude-Jacques Herbert, economista francese (n. 1700)
- 1762 - Pietro Calepio, scrittore italiano (n. 1693)
- 1762 - Tobias Mayer, astronomo, cartografo e matematico tedesco (n. 1723)
- 1767 - Sante Lanucci, vescovo cattolico italiano (n. 1686)
- 1771 - Jean Jacques Dortous de Mairan, astronomo francese (n. 1678)
- 1772 - Maria Teresa del Liechtenstein, principessa austriaca (n. 1694)
- 1773 - Carlo Emanuele III di Savoia, sovrano (n. 1701)
- 1778 - Laura Bassi, fisica italiana (n. 1711)
- 1780 - Andrzej Stanisław Młodziejowski, vescovo cattolico polacco (n. 1717)
- 1788 - Filiberto Pascale, vescovo cattolico italiano (n. 1722)
- 1788 - Domenico Passerini, pittore italiano (n. 1723)
- 1790 - Antonio Belglava, vescovo cattolico italiano (n. 1730)
- 1790 - Giuseppe II d'Asburgo-Lorena, imperatore (n. 1741)
- 1797 - Domenico Merlini, architetto italiano (n. 1730)
- 1799 - Georg Christian Unger, architetto tedesco (n. 1743)

## XIX secolo(59)
- 1801 - Francesco Camillo VII Massimo, nobile e diplomatico italiano (n. 1730)
- 1803 - Aleksandr Grigor'evič Demidov, nobile russo (n. 1737)
- 1803 - Marie Dumesnil, attrice teatrale francese (n. 1713)
- 1806 - Lachlan McIntosh, generale statunitense (n. 1725)
- 1807 - Jean-Baptiste Nôtre, compositore e organista francese (n. 1732)
- 1807 - Madame Ravissa, compositrice e cantante lirica italiana
- 1808 - Christoph Leontievič Euler, generale e nobile tedesco (n. 1743)
- 1810 - Andreas Hofer, condottiero e guerrigliero austriaco (n. 1767)
- 1810 - Peter Mayr, patriota (n. 1767)
- 1820 - Youssef Boutros Tyan, patriarca cattolico libanese (n. 1760)
- 1824 - Bogislav Friedrich Emanuel von Tauentzien, militare tedesco (n. 1760)
- 1827 - José de Abreu, militare brasiliano (n. 1770)
- 1827 - Federico de Brandsen, militare francese (n. 1785)
- 1830 - Teodoro Correr, abate e collezionista d'arte italiano (n. 1750)
- 1832 - John White, chirurgo e botanico irlandese (n. 1756)
- 1837 - Eugène Hugo, poeta francese (n. 1800)
- 1838 - Antonio Caccianino, matematico e ingegnere italiano (n. 1764)
- 1838 - Karl Friedrich Heinrich, filologo classico tedesco (n. 1774)
- 1839 - Jean Emile Humbert, militare e archeologo olandese (n. 1771)
- 1841 - Maria Antonia di Borbone-Parma, principessa italiana (n. 1774)
- 1841 - Friedrich Sertürner, farmacista tedesco (n. 1783)
- 1843 - Luigi de Cambray Digny, architetto italiano (n. 1778)
- 1845 - Wilhelm Gotthelf Lohrmann, astronomo, cartografo e meteorologo tedesco (n. 1796)
- 1848 - Alessandro di Orange-Nassau, nobile (n. 1818)
- 1850 - Valentín Canalizo, generale e politico messicano (n. 1794)
- 1852 - Antonio Francesco Orioli, cardinale e vescovo cattolico italiano (n. 1778)
- 1853 - Jean-François Bayard, drammaturgo e librettista francese (n. 1796)
- 1854 - Elliott Cresson, filantropo statunitense (n. 1796)
- 1856 - Orazio Lerario, architetto e ingegnere italiano (n. 1777)
- 1859 - Emilio Dandolo, patriota e militare italiano (n. 1830)
- 1859 - Charles-Marie-Joseph Despine, politico francese (n. 1792)
- 1859 - Mary Paget, nobildonna inglese (n. 1812)
- 1860 - Christian Ferdinand Friedrich Hochstetter, botanico tedesco (n. 1787)
- 1861 - Gustavo Modena, attore teatrale e patriota italiano (n. 1803)
- 1861 - Eugène Scribe, scrittore, drammaturgo e librettista francese (n. 1791)
- 1861 - Cornelius Van Wyck Lawrence, politico statunitense (n. 1791)
- 1862 - Francisco Balagtas, poeta filippino (n. 1788)
- 1862 - William Wallace Lincoln, statunitense (n. 1850)
- 1864 - John Edward Bouligny, politico statunitense (n. 1824)
- 1866 - Rosina Muzio Salvo, scrittrice italiana (n. 1815)
- 1867 - Cesare Cutolo, compositore australiano (n. 1826)
- 1868 - Auguste Vallet de Viriville, archivista e storico francese (n. 1815)
- 1870 - Ginevra Canonici Fachini, educatrice, scrittrice e letterata italiana (n. 1779)
- 1881 - Camillo Trombetta, magistrato e politico italiano (n. 1813)
- 1882 - Cesare Bernardini, politico italiano (n. 1811)
- 1882 - Ion Roată, politico romeno (n. 1806)
- 1883 - Bertrando Spaventa, filosofo e politico italiano (n. 1817)
- 1884 - Jean-Théodore Laurent, vescovo cattolico tedesco (n. 1804)
- 1886 - Ludwig Andreas Olsen, marinaio e militare norvegese (n. 1845)
- 1890 - Napoléon Daru, politico, militare e nobile francese (n. 1807)
- 1891 - Agostino Magliani, politico italiano (n. 1824)
- 1892 - Hermann Kopp, chimico tedesco (n. 1817)
- 1893 - Achille Basile, patriota, prefetto e politico italiano (n. 1831)
- 1893 - Pierre Gustave Toutant de Beauregard, generale, politico e inventore statunitense (n. 1818)
- 1893 - Rocco de Zerbi, politico e giornalista italiano (n. 1843)
- 1895 - Frederick Douglass, politico, scrittore e editore statunitense (n. 1818)
- 1895 - Kōno Bairei, pittore e illustratore giapponese (n. 1844)
- 1895 - Angelo Vescovali, ingegnere italiano (n. 1826)
- 1896 - Oreste Regnoli, giurista e politico italiano (n. 1816)

## XX secolo(254)
- 1902 - Arthur Dunn, calciatore inglese (n. 1860)
- 1903 - Luigi Indelli, politico italiano (n. 1828)
- 1903 - Luigi Musini, politico italiano (n. 1843)
- 1905 - Henri Louis Frédéric de Saussure, mineralogista e entomologo svizzero (n. 1829)
- 1906 - Jean Louis Cabanis, ornitologo tedesco (n. 1816)
- 1907 - Henri Moissan, chimico francese (n. 1852)
- 1908 - Salvatore Marchesi, baritono, compositore e traduttore italiano (n. 1822)
- 1908 - Simo Matavulj, scrittore e drammaturgo serbo (n. 1852)
- 1909 - Rodolphe Lindt, inventore e imprenditore svizzero (n. 1855)
- 1909 - Paul Ranson, pittore francese (n. 1861)
- 1910 - Jean Odon Debeaux, farmacista e botanico francese (n. 1826)
- 1910 - Butros Ghali Pascià, politico egiziano (n. 1846)
- 1911 - Aleksandr Aleksandrovič Kopylov, violinista e compositore russo (n. 1854)
- 1911 - Domenico de Roberto, avvocato, giurista e politico italiano (n. 1849)
- 1913 - William Arrol, imprenditore e politico scozzese (n. 1839)
- 1914 - William Whitman Bailey, botanico e chimico statunitense (n. 1843)
- 1915 - Luigi Medici, politico italiano (n. 1836)
- 1916 - Klas Pontus Arnoldson, politico, giornalista e scrittore svedese (n. 1844)
- 1916 - Giovanni Sbriglia, tenore italiano (n. 1832)
- 1917 - Attilio Rial, aviatore italiano (n. 1893)
- 1918 - Paolo Soprani, imprenditore italiano (n. 1844)
- 1919 - Eugène Besse, maratoneta francese (n. 1881)
- 1919 - Aniello Califano, poeta e paroliere italiano (n. 1870)
- 1919 - Habibullah Khan, emiro afghano (n. 1872)
- 1919 - Ruggero Alfredo Micheli, generale e ingegnere italiano (n. 1847)
- 1920 - Ezechiele Acerbi, pittore italiano (n. 1850)
- 1920 - Giovanni Alberto di Meclemburgo-Schwerin, nobile (n. 1857)
- 1920 - Giacinta Marto, portoghese (n. 1910)
- 1920 - Robert Edwin Peary, esploratore statunitense (n. 1856)
- 1920 - Camillo Pecci, nobile e militare italiano (n. 1855)
- 1921 - Nicola Terracciano, botanico e micologo italiano (n. 1837)
- 1921 - Nicoline Weywadt, fotografa islandese (n. 1848)
- 1923 - Alfonso Maria Casoli, gesuita, poeta e romanziere italiano (n. 1867)
- 1923 - Damdiny Sùchbaatar, rivoluzionario, generale e politico mongolo (n. 1893)
- 1925 - Marco Enrico Bossi, compositore e organista italiano (n. 1861)
- 1925 - Pierino Negrotto Cambiaso, politico italiano (n. 1867)
- 1926 - Georg Friedrich Knapp, economista tedesco (n. 1842)
- 1927 - Francesco Coppi, paleontologo, archeologo e geologo italiano (n. 1843)
- 1927 - Rukiye Sultan, principessa ottomana (n. 1906)
- 1928 - Antonio Abetti, astronomo e fisico italiano (n. 1846)
- 1928 - Per Haraldsen, calciatore norvegese (n. 1892)
- 1928 - Samuele Stochino, criminale e militare italiano (n. 1895)
- 1929 - Edward Atkinson, chirurgo e esploratore britannico (n. 1881)
- 1929 - Henry Bruce, II barone Aberdare, nobile e ufficiale inglese (n. 1851)
- 1929 - Manuel Díaz Martínez, schermidore cubano (n. 1874)
- 1930 - Emil Fick, schermidore svedese (n. 1863)
- 1932 - Georges Casanova, schermidore francese (n. 1890)
- 1932 - Pietro Mastri, poeta e avvocato italiano (n. 1868)
- 1932 - Carolina Matilde di Schleswig-Holstein-Sonderburg-Augustenburg, principessa danese (n. 1860)
- 1933 - Takiji Kobayashi, scrittore giapponese (n. 1903)
- 1935 - Sante De Sanctis, psichiatra e psicologo italiano (n. 1862)
- 1936 - Emanuele Leonardi, militare italiano (n. 1902)
- 1936 - Victor Howard Metcalf, politico statunitense (n. 1853)
- 1936 - Max Schreck, attore tedesco (n. 1879)
- 1936 - Aleksandr Tamanian, architetto sovietico (n. 1878)
- 1937 - Percy Zachariah Cox, generale e funzionario britannico (n. 1864)
- 1937 - Giovanni Grosoli, imprenditore e politico italiano (n. 1859)
- 1938 - Ciro Terranova, mafioso italiano (n. 1889)
- 1939 - Alfredo Anghileri, militare e aviatore italiano (n. 1909)
- 1939 - Giampaolo Dionisi Piomarta, collezionista d'arte italiano (n. 1886)
- 1939 - Antonio Miotto, militare e aviatore italiano (n. 1911)
- 1939 - Pakubuwono X, sovrano indonesiano (n. 1866)
- 1939 - Marie Tannæs, pittrice norvegese (n. 1854)
- 1940 - Clarence Lidington, ginnasta e multiplista statunitense (n. 1880)
- 1940 - George Periolat, attore statunitense (n. 1874)
- 1940 - Leon Sternbach, filologo classico e bizantinista polacco (n. 1864)
- 1941 - Athos Ammannato, ufficiale e aviatore italiano (n. 1911)
- 1941 - Alfredo Fusco, ufficiale e aviatore italiano (n. 1915)
- 1941 - Arthur Erich Haas, fisico austriaco (n. 1884)
- 1941 - Lorimer Johnston, regista, attore e sceneggiatore statunitense (n. 1858)
- 1942 - Donato Briscese, militare italiano (n. 1918)
- 1942 - Hamad ibn Isa Al Khalifa, sovrano bahreinita (n. 1872)
- 1942 - Annie Vivanti, scrittrice e poetessa italiana (n. 1866)
- 1943 - Paul Boucherot, ingegnere francese (n. 1869)
- 1943 - Donald Haines, attore statunitense (n. 1919)
- 1943 - Bruno Staffa, militare italiano (n. 1920)
- 1944 - Archibald Mathies, militare e aviatore statunitense (n. 1918)
- 1944 - Renato Perico, militare italiano (n. 1895)
- 1944 - Walter Edward Truemper, militare e aviatore statunitense (n. 1918)
- 1945 - Roderick Stephen Hall, militare statunitense (n. 1915)
- 1945 - Luigi Lanfranconi, partigiano italiano (n. 1913)
- 1945 - Walter Masetti, partigiano italiano (n. 1910)
- 1945 - Costantino Ribaga, entomologo e agronomo italiano (n. 1870)
- 1945 - Stanisława Rodzińska, religiosa polacca (n. 1899)
- 1946 - Alessandro Guaccero, medico e politico italiano (n. 1878)
- 1946 - Anton Harapi, religioso, politico e scrittore albanese (n. 1888)
- 1946 - Hugh Allen, compositore inglese (n. 1869)
- 1946 - Friedrich Krukenberg, ginecologo e oculista tedesco (n. 1871)
- 1947 - Candido Mura, politico italiano (n. 1874)
- 1949 - Vasilij Ivanovič Lebedev-Kumač, poeta, paroliere e politico sovietico (n. 1898)
- 1949 - Massimo Olivetti, imprenditore italiano (n. 1902)
- 1951 - Sarah Jane Baines, attivista britannica (n. 1866)
- 1951 - Francesco Saverio Grazioli, generale e politico italiano (n. 1869)
- 1951 - Cyril Maude, attore e direttore teatrale inglese (n. 1862)
- 1952 - Carlos Julio Arosemena Tola, politico ecuadoriano (n. 1888)
- 1953 - Emmy Andriesse, fotografa olandese (n. 1914)
- 1953 - Giovanni Armenise, imprenditore, dirigente d'azienda e politico italiano (n. 1897)
- 1953 - Gianni Bucceri, compositore e direttore d'orchestra italiano (n. 1872)
- 1953 - Francesco Saverio Nitti, economista, politico e saggista italiano (n. 1868)
- 1953 - Dorothy Shepherd-Barron, tennista britannica (n. 1897)
- 1953 - Vydūnas, filosofo lituano (n. 1868)
- 1954 - Fortunato Maria Farina, arcivescovo cattolico italiano (n. 1881)
- 1955 - Rinaldo Küfferle, poeta, traduttore e librettista russo (n. 1903)
- 1955 - Rajarsi Janakananda, imprenditore, economista e filantropo statunitense (n. 1892)
- 1956 - Heinrich Barkhausen, fisico tedesco (n. 1881)
- 1956 - Henri Claudel, generale francese (n. 1871)
- 1956 - Attilio Tamaro, storico, diplomatico e giornalista italiano (n. 1884)
- 1957 - Jorge Sarmiento, calciatore peruviano (n. 1900)
- 1957 - Francesco Soldera, calciatore italiano (n. 1892)
- 1958 - Jacques Delannoy, calciatore francese (n. 1912)
- 1958 - Thurston Hall, attore statunitense (n. 1882)
- 1958 - Hamzah di Perlis, sovrano malese (n. 1895)
- 1959 - George Archainbaud, regista francese (n. 1890)
- 1959 - Otto Bartning, architetto tedesco (n. 1883)
- 1959 - Laurence Housman, drammaturgo e illustratore inglese (n. 1865)
- 1960 - Karl Gustafsson, calciatore svedese (n. 1888)
- 1960 - John O'Hanlon, scacchista irlandese (n. 1876)
- 1960 - Leonard Woolley, archeologo britannico (n. 1880)
- 1960 - Adone Zoli, politico, partigiano e avvocato italiano (n. 1887)
- 1961 - Douglas Erith Derry, anatomista e antropologo britannico (n. 1874)
- 1961 - Percy Grainger, compositore australiano (n. 1882)
- 1962 - Ennio Avanzini, avvocato e politico italiano (n. 1888)
- 1962 - Joseph N. Ermolieff, produttore cinematografico russo (n. 1889)
- 1962 - Folke Johnson, velista svedese (n. 1887)
- 1963 - Roberto Battaglia, storico e partigiano italiano (n. 1913)
- 1963 - Harold Koch Boysen, aviatore statunitense (n. 1891)
- 1963 - Addison Farmer, contrabbassista statunitense (n. 1928)
- 1963 - Ferenc Fricsay, direttore d'orchestra ungherese (n. 1914)
- 1963 - Jacob Gade, violinista e compositore danese (n. 1879)
- 1964 - Dema Harshbarger, imprenditrice statunitense (n. 1884)
- 1965 - Théophile Marie Brébant, militare francese (n. 1889)
- 1965 - Hubert Sijen, ciclista su strada olandese (n. 1918)
- 1965 - Michał Waszyński, regista e sceneggiatore polacco (n. 1904)
- 1966 - Felice Montagnini, compositore e direttore d'orchestra italiano (n. 1902)
- 1966 - Chester Nimitz, ammiraglio statunitense (n. 1885)
- 1966 - Paul Zielinski, allenatore di calcio e calciatore tedesco (n. 1911)
- 1967 - Antonio Azara, magistrato e politico italiano (n. 1883)
- 1967 - James L. Gordon, politico filippino (n. 1917)
- 1967 - Ulderico Sergo, pugile italiano (n. 1913)
- 1968 - Anthony Asquith, regista e sceneggiatore britannico (n. 1902)
- 1969 - Ernest Ansermet, direttore d'orchestra svizzero (n. 1883)
- 1970 - João Café Filho, giornalista, politico e avvocato brasiliano (n. 1899)
- 1970 - Igino Gilbert de Winckels, generale e aviatore italiano (n. 1876)
- 1970 - Pietro Salemi, militare italiano (n. 1912)
- 1970 - Albert Wolff, compositore e direttore d'orchestra francese (n. 1884)
- 1971 - Josef Börjesson, calciatore svedese (n. 1891)
- 1971 - William Lava, compositore statunitense (n. 1911)
- 1972 - Maria Goeppert-Mayer, fisica tedesca (n. 1906)
- 1972 - Herbert Menges, direttore d'orchestra e compositore britannico (n. 1902)
- 1973 - Silvan Gastone Ghigi, pittore e scultore italiano (n. 1928)
- 1973 - Nikifor Mran'ka, drammaturgo, romanziere e insegnante russo (n. 1901)
- 1973 - Ugo Schiffo, calciatore italiano (n. 1899)
- 1974 - János Biri, calciatore e allenatore di calcio ungherese (n. 1901)
- 1974 - Matilde Hidalgo, medico, poetessa e attivista ecuadoriana (n. 1889)
- 1974 - George Mastrovich, ginnasta e multiplista statunitense (n. 1886)
- 1974 - Enrico Triscornia, dirigente sportivo e calciatore italiano (n. 1891)
- 1975 - Lino Aguirre García, vescovo cattolico messicano (n. 1895)
- 1975 - Lilian Fontaine, attrice britannica (n. 1886)
- 1975 - Bobby Shane, wrestler statunitense (n. 1945)
- 1975 - Robert Strauss, attore statunitense (n. 1913)
- 1976 - René Cassin, giurista, magistrato e diplomatico francese (n. 1887)
- 1976 - Michele Galli, politico italiano (n. 1900)
- 1976 - Paola Riccora, commediografa italiana (n. 1884)
- 1976 - Armando Scarpino, politico italiano (n. 1922)
- 1976 - Tsai Bon-hwa, cestista e allenatore di pallacanestro taiwanese (n. 1920)
- 1977 - Jean Capelle, calciatore belga (n. 1913)
- 1977 - Luciano Vendemini, cestista italiano (n. 1952)
- 1977 - Alberto Vianello, poeta, ingegnere e bibliotecario italiano (n. 1902)
- 1978 - Fessor Leonard, cestista statunitense (n. 1953)
- 1979 - Leslie Walter Minter, calciatore inglese (n. 1892)
- 1979 - Nereo Rocco, calciatore e allenatore di calcio italiano (n. 1912)
- 1980 - Nicola Cavanna, vescovo cattolico italiano (n. 1916)
- 1980 - Hugo Kraas, generale tedesco (n. 1911)
- 1980 - Mario Lanzi, mezzofondista e velocista italiano (n. 1914)
- 1980 - Joseph Rhine, parapsicologo statunitense (n. 1895)
- 1980 - Alice Roosevelt Longworth, scrittrice e socialite statunitense (n. 1884)
- 1981 - Jacob B. Bakema, architetto olandese (n. 1914)
- 1981 - Stanislao Amilcare Battistelli, vescovo cattolico italiano (n. 1885)
- 1981 - Bernard B. Brown, compositore statunitense (n. 1898)
- 1981 - Enzo Magni, fumettista italiano (n. 1914)
- 1981 - Julian West, attore, giornalista e produttore cinematografico francese (n. 1904)
- 1982 - Jim Bradley, cestista statunitense (n. 1952)
- 1982 - René Dubos, biologo e filosofo francese (n. 1901)
- 1983 - Charles Bluhdorn, imprenditore e produttore cinematografico statunitense (n. 1926)
- 1983 - Caryl Lincoln, attrice statunitense (n. 1903)
- 1983 - Tomás Ojeda, calciatore cileno (n. 1910)
- 1983 - Vladimir Abramovič Rogovoj, regista sovietico (n. 1923)
- 1984 - Fikret Amirov, compositore azero (n. 1922)
- 1984 - Giuseppe Colombo, matematico, fisico e ingegnere italiano (n. 1920)
- 1984 - Antonio Zieger, letterato e storico italiano (n. 1892)
- 1985 - Isaac Kashdan, scacchista statunitense (n. 1905)
- 1985 - Clarence Nash, doppiatore e cantante statunitense (n. 1904)
- 1985 - Nikolaj Nikolaevič Urvancev, geologo e esploratore russo (n. 1893)
- 1986 - Emanuele Caniggia, architetto italiano (n. 1891)
- 1986 - Arne Linderholm, calciatore svedese (n. 1916)
- 1986 - Salvador Mota, calciatore messicano (n. 1922)
- 1986 - Bert Schneider, pugile canadese (n. 1897)
- 1987 - Edgar P. Jacobs, fumettista belga (n. 1904)
- 1987 - Joseph Parecattil, cardinale indiano (n. 1912)
- 1987 - Lev Aleksandrovič Rusov, pittore russo (n. 1926)
- 1988 - Antonio Garau, commediografo italiano (n. 1907)
- 1989 - Edmondo Bonansea, calciatore e allenatore di calcio italiano (n. 1917)
- 1989 - Harold Christensen, ballerino e coreografo statunitense (n. 1904)
- 1989 - John Harding, generale britannico (n. 1896)
- 1989 - Erika Köth, soprano tedesco (n. 1925)
- 1989 - Betty Mars, cantante e attrice francese (n. 1944)
- 1989 - Manuel Rosas, calciatore messicano (n. 1908)
- 1990 - Harry Klinefelter, medico statunitense (n. 1912)
- 1991 - Maria Adriana Prolo, storica del cinema italiana (n. 1908)
- 1992 - Muhammad Asad, giornalista e scrittore austriaco (n. 1900)
- 1992 - Roberto D'Aubuisson, politico e militare salvadoregno (n. 1944)
- 1992 - Pierre Dervaux, direttore d'orchestra e compositore francese (n. 1917)
- 1992 - José Luis Manzano, attore spagnolo (n. 1962)
- 1992 - Dick York, attore statunitense (n. 1928)
- 1993 - Luciano Bolis, antifascista e partigiano italiano (n. 1918)
- 1993 - Howard Mayer Brown, musicologo statunitense (n. 1930)
- 1993 - Janka Guzová, cantante slovacca (n. 1917)
- 1993 - Ferruccio Lamborghini, imprenditore italiano (n. 1916)
- 1993 - Takeo Yoshikawa, agente segreto giapponese (n. 1914)
- 1994 - Vladimir Družnikov, attore sovietico (n. 1922)
- 1994 - Marino Girolami, regista, sceneggiatore e produttore cinematografico italiano (n. 1914)
- 1994 - Rolf Jacobsen, poeta norvegese (n. 1907)
- 1994 - Enzo Rosa, calciatore italiano (n. 1913)
- 1995 - Ugo Amendola, compositore italiano (n. 1917)
- 1995 - Luciano Bausi, politico e avvocato italiano (n. 1921)
- 1995 - Arthur Burge, pallanuotista australiano (n. 1917)
- 1995 - Luigi Gallotta, fotografo italiano (n. 1898)
- 1995 - Cesare Goffi, calciatore e allenatore di calcio italiano (n. 1920)
- 1995 - Néstor Mora, ciclista su strada colombiano (n. 1963)
- 1995 - Aloysio de Oliveira, cantante, produttore discografico e compositore brasiliano (n. 1914)
- 1996 - Solomon Asch, psicologo polacco (n. 1907)
- 1996 - Viktor Konovalenko, hockeista su ghiaccio sovietico (n. 1938)
- 1996 - Audrey Munson, modella e attrice statunitense (n. 1891)
- 1996 - Tōru Takemitsu, compositore giapponese (n. 1930)
- 1997 - Afonsinho, calciatore brasiliano (n. 1914)
- 1997 - Pierre Gascar, scrittore francese (n. 1916)
- 1997 - Arthur Machado, calciatore brasiliano (n. 1909)
- 1997 - Stan Pearson, allenatore di calcio e calciatore inglese (n. 1919)
- 1997 - Renato Roberti, presbitero e partigiano italiano (n. 1921)
- 1998 - Carlo Balestra di Mottola, militare, diplomatico e politico italiano (n. 1911)
- 1998 - Henry Livings, commediografo e sceneggiatore britannico (n. 1929)
- 1998 - Virgilio Tommasi, lunghista italiano (n. 1905)
- 1999 - Franco Grignani, grafico e artista italiano (n. 1908)
- 1999 - Sarah Kane, drammaturga britannica (n. 1971)
- 1999 - Clelia Laviosa, archeologa e etruscologa italiana (n. 1928)
- 1999 - Ferdinando Ardengo Maffia, giornalista italiano (n. 1935)
- 1999 - Gene Siskel, critico cinematografico, giornalista e conduttore televisivo statunitense (n. 1946)
- 2000 - Jean Dotto, ciclista su strada italiano (n. 1928)
- 2000 - Oswald Lange, ingegnere tedesco (n. 1912)
- 2000 - Attilio Marinari, critico letterario italiano (n. 1923)
- 2000 - Otello Martelli, direttore della fotografia italiano (n. 1902)
- 2000 - Edmund McNamara, giocatore di football americano e poliziotto statunitense (n. 1920)
- 2000 - Enrico Ostermann, attore italiano (n. 1925)
- 2000 - Anatolij Aleksandrovič Sobčak, docente e politico russo (n. 1937)

## XXI secolo(144)
- 2001 - Harry Boykoff, cestista statunitense (n. 1922)
- 2001 - Gianni Cosetti, imprenditore e cuoco italiano (n. 1939)
- 2001 - Rosemary DeCamp, attrice statunitense (n. 1910)
- 2001 - Nam Sung-yong, maratoneta sudcoreano (n. 1912)
- 2002 - Denis Kelleher, calciatore nordirlandese (n. 1918)
- 2002 - Michel Payen, calciatore francese (n. 1915)
- 2002 - Branko Stanković, allenatore di calcio e calciatore jugoslavo (n. 1921)
- 2002 - Laura duPont, tennista statunitense (n. 1949)
- 2003 - Maurice Blanchot, scrittore, critico letterario e filosofo francese (n. 1907)
- 2003 - Aldo Boggia, calciatore svizzero (n. 1923)
- 2003 - Michele Dixitdomino, pittore italiano (n. 1908)
- 2003 - Orville Freeman, politico e militare statunitense (n. 1918)
- 2003 - Paskal Sotirovski, astrofisico macedone (n. 1927)
- 2004 - Ana Ariel, attrice brasiliana (n. 1930)
- 2004 - Sigfrido Fontanelli, ciclista su strada italiano (n. 1947)
- 2004 - Giovanni Locatelli, vescovo cattolico italiano (n. 1924)
- 2004 - Renzo Rinaldi, attore italiano (n. 1941)
- 2005 - Sandra Dee, attrice e modella statunitense (n. 1942)
- 2005 - Josef Holeček, canoista cecoslovacco (n. 1921)
- 2005 - Jacques Ploncard d'Assac, scrittore e giornalista francese (n. 1910)
- 2005 - John Raitt, attore e cantante statunitense (n. 1917)
- 2005 - Antonino Repaci, magistrato e scrittore italiano (n. 1910)
- 2005 - Hunter Stockton Thompson, giornalista e scrittore statunitense (n. 1937)
- 2005 - Tina Wiseman, attrice e cantante statunitense (n. 1965)
- 2005 - Jimmy Young, pugile statunitense (n. 1948)
- 2006 - Catherine Binet, regista francese (n. 1944)
- 2006 - Luca Coscioni, politico e attivista italiano (n. 1967)
- 2006 - Ion Drîmbă, schermidore rumeno (n. 1942)
- 2006 - John Exner, psicologo statunitense (n. 1928)
- 2006 - Paul Marcinkus, arcivescovo cattolico statunitense (n. 1922)
- 2006 - Gianni Rocca, giornalista italiano (n. 1927)
- 2007 - Flavio Baroncelli, filosofo italiano (n. 1944)
- 2007 - Frank Albert Cotton, chimico statunitense (n. 1930)
- 2007 - Roger Gabet, calciatore francese (n. 1923)
- 2007 - Giovanni Lamanna, avvocato e politico italiano (n. 1919)
- 2007 - Siegfried Landau, direttore d'orchestra e compositore tedesco (n. 1921)
- 2007 - Amos Mariani, allenatore di calcio e calciatore italiano (n. 1931)
- 2007 - Al'bert Sarkisovič Mkrtčjan, regista sovietico (n. 1926)
- 2007 - Carl-Henning Pedersen, pittore danese (n. 1913)
- 2007 - Ines Poggetto, partigiana, storica e poetessa italiana (n. 1919)
- 2007 - Antonella Russo, italiana (n. 1984)
- 2007 - Richard Tom, sollevatore cinese (n. 1920)
- 2007 - Vincenzo Trimarchi, giurista e politico italiano (n. 1914)
- 2007 - Zahrad, poeta armeno (n. 1924)
- 2008 - Ermanno Dossetti, antifascista, partigiano e politico italiano (n. 1915)
- 2008 - Hao Ran, scrittore cinese (n. 1932)
- 2008 - Rosana Pistolese, costumista, stilista e storica italiana (n. 1922)
- 2009 - Marcella Althaus-Reid, teologa argentina (n. 1952)
- 2009 - Pierre Barbotin, ciclista su strada francese (n. 1926)
- 2009 - Nancy Beaton Loudon, ginecologa britannica (n. 1926)
- 2009 - Christopher Nolan, scrittore e poeta irlandese (n. 1965)
- 2009 - Agostino Viviani, avvocato, politico e giurista italiano (n. 1911)
- 2010 - Mario Acerbi, calciatore e allenatore di calcio italiano (n. 1913)
- 2010 - Antonio Cariglia, politico italiano (n. 1924)
- 2010 - Eduardo Di Loreto, allenatore di calcio e calciatore argentino (n. 1929)
- 2010 - Benito Gavazza, generale italiano (n. 1926)
- 2010 - Alexander Haig, generale e politico statunitense (n. 1924)
- 2010 - Sandy Kenyon, attore statunitense (n. 1922)
- 2010 - Giovanni Pettenella, pistard e ciclista su strada italiano (n. 1943)
- 2011 - Jean Baeza, calciatore francese (n. 1942)
- 2011 - Helmut Ringelmann, produttore televisivo tedesco (n. 1926)
- 2011 - Noemí Simonetto de Portela, lunghista, ostacolista e velocista argentina (n. 1926)
- 2012 - Giovanni Brotto, ciclista su strada italiano (n. 1917)
- 2012 - Raymond Cicci, allenatore di calcio e calciatore francese (n. 1929)
- 2012 - Knut Torbjørn Eggen, calciatore e allenatore di calcio norvegese (n. 1960)
- 2012 - Johnny Ezersky, cestista statunitense (n. 1922)
- 2012 - Katie Hall, politica statunitense (n. 1938)
- 2012 - Vera Marzot, costumista italiana (n. 1931)
- 2012 - Edgardo Gabriel Storni, arcivescovo cattolico argentino (n. 1936)
- 2012 - Sullivan Walker, attore e insegnante statunitense (n. 1946)
- 2013 - Kenji Eno, compositore giapponese (n. 1970)
- 2013 - Jean Gauthier, hockeista su ghiaccio canadese (n. 1937)
- 2013 - Antonio Roma, calciatore argentino (n. 1932)
- 2014 - Rafael Addiego Bruno, avvocato e politico uruguaiano (n. 1923)
- 2014 - Gianni Borgna, critico musicale, saggista e politico italiano (n. 1947)
- 2014 - Ivo Brancaleoni, calciatore italiano (n. 1931)
- 2014 - Sam Falle, ufficiale e diplomatico inglese (n. 1919)
- 2014 - Antoinette Fouque, psicanalista e politica francese (n. 1936)
- 2014 - Ihor Kostenko, giornalista e attivista ucraino (n. 1991)
- 2014 - Mário Travaglini, calciatore e allenatore di calcio brasiliano (n. 1932)
- 2015 - Ibrahim Biogradlić, calciatore jugoslavo (n. 1931)
- 2015 - Bruno Bollini, calciatore francese (n. 1933)
- 2015 - Gérard Calvi, compositore francese (n. 1922)
- 2015 - Wayne Moore, nuotatore statunitense (n. 1931)
- 2015 - Patricia Norris, costumista e scenografa statunitense (n. 1931)
- 2015 - Enrico Panunzio, scrittore e poeta italiano (n. 1923)
- 2015 - Velia Sacchi, partigiana e giornalista italiana (n. 1921)
- 2015 - Piero Torriti, storico dell'arte, critico d'arte e funzionario italiano (n. 1924)
- 2015 - Dick Triptow, cestista e allenatore di pallacanestro statunitense (n. 1922)
- 2015 - Markku Tuokko, discobolo e pesista finlandese (n. 1951)
- 2016 - Kim Seong-jip, sollevatore sudcoreano (n. 1919)
- 2016 - Ida Magli, antropologa e filosofa italiana (n. 1925)
- 2016 - Muhamed Mujić, calciatore jugoslavo (n. 1932)
- 2016 - Nando Yosu, allenatore di calcio e calciatore spagnolo (n. 1939)
- 2017 - Mildred Dresselhaus, fisica statunitense (n. 1930)
- 2017 - Ivo Perissinotto, calciatore italiano (n. 1952)
- 2017 - Franco Piro, politico italiano (n. 1948)
- 2017 - André Vlayen, ciclista su strada belga (n. 1931)
- 2018 - Robert Abbott, autore di giochi statunitense (n. 1933)
- 2018 - Jiichirō Date, lottatore giapponese (n. 1952)
- 2018 - Arnaud Geyre, ciclista su strada francese (n. 1935)
- 2018 - Jorma Hotanen, pentatleta finlandese (n. 1936)
- 2018 - Carlo Invernizzi, poeta, avvocato e scrittore italiano (n. 1932)
- 2018 - Elda Simonett-Giovanoli, insegnante svizzera (n. 1924)
- 2019 - Chelo Alonso, ballerina, attrice e showgirl cubana (n. 1933)
- 2019 - Dominick Argento, compositore statunitense (n. 1927)
- 2019 - Gaia Germani, attrice italiana (n. 1942)
- 2019 - Claude Goretta, regista svizzero (n. 1929)
- 2019 - Roberto Ranghino, calciatore italiano (n. 1944)
- 2019 - Livio Sossi, saggista e conduttore radiofonico italiano (n. 1951)
- 2019 - Vinny Vella, attore, comico e showman statunitense (n. 1947)
- 2019 - Ekkehard Wlaschiha, baritono e attore tedesco (n. 1938)
- 2020 - Jeanne Evert, tennista statunitense (n. 1957)
- 2020 - Yona Friedman, architetto, designer e urbanista ungherese (n. 1923)
- 2020 - István Gáli, pugile ungherese (n. 1943)
- 2020 - Claudette Nevins, attrice statunitense (n. 1937)
- 2020 - Giorgio Stegani, regista e sceneggiatore italiano (n. 1928)
- 2021 - Mauro Bellugi, calciatore italiano (n. 1950)
- 2021 - Chris Craft, pilota di Formula 1 britannico (n. 1939)
- 2021 - Giovanni Cesare Ferrara, costituzionalista e politico italiano (n. 1929)
- 2021 - Nicola Tempesta, judoka italiano (n. 1935)
- 2022 - Eduardo Bonomi, politico e guerrigliero uruguaiano (n. 1948)
- 2022 - Pierluigi Frosio, calciatore, allenatore di calcio e dirigente sportivo italiano (n. 1948)
- 2022 - Joni James, cantante statunitense (n. 1930)
- 2022 - Ulf Lyfors, allenatore di calcio svedese (n. 1943)
- 2022 - Pasquale Santoro, pittore italiano (n. 1933)
- 2022 - Aleksandr Sidorenko, nuotatore sovietico (n. 1960)
- 2023 - Alberto Brasca, politico e dirigente sportivo italiano (n. 1943)
- 2023 - Miklós Lendvai, calciatore e allenatore di calcio ungherese (n. 1975)
- 2024 - Roland Bertin, attore francese (n. 1930)
- 2024 - Andreas Brehme, calciatore e allenatore di calcio tedesco (n. 1960)
- 2024 - Vasile Dîba, canoista rumeno (n. 1954)
- 2024 - Martin Hole, fondista norvegese (n. 1959)
- 2024 - Carmelo La Torre, calciatore italiano (n. 1954)
- 2024 - Vladimir Makeranec, regista e direttore della fotografia russo (n. 1947)
- 2024 - Steve Paxton, ballerino e coreografo statunitense (n. 1939)
- 2024 - Roberto Pérez, calciatore boliviano (n. 1960)
- 2024 - Charles Swini, calciatore malawiano (n. 1985)
- 2024 - Maria Venturi, scrittrice, giornalista e autrice televisiva italiana (n. 1933)
- 2025 - David Boren, politico statunitense (n. 1941)
- 2025 - Jerry Butler, cantante, musicista e politico statunitense (n. 1939)
- 2025 - Peter Jason, attore statunitense (n. 1944)
- 2025 - Ilkka Kuusisto, compositore e organista finlandese (n. 1933)
- 2025 - Evan Williams, calciatore scozzese (n. 1943)